# Gongora nigrita
Gongora nigrita är en orkidéart som beskrevs av John Lindley. Gongora nigrita ingår i släktet Gongora och familjen orkidéer. Inga underarter finns listade i Catalogue of Life.